# Serge Blanc
Pour les articles homonymes, voir Serge Blanc (violoniste) et Blanc (homonymie).
Serge Blanc est un footballeur français né le 22 septembre 1972 à Lyon dans le département du Rhône. Il évolue au poste de arrière latéral gauche ou de défenseur central du début des années 1990 au milieu des années 2000.
Formé au Montpellier HSC, il joue ensuite à l'Olympique de Marseille puis à l'Olympique lyonnais et finit sa carrière dans son club formateur.

## Biographie
Serge Blanc commence le football dans la région lyonnaise et après un passage au CASCOL, club d'Oullins, il rejoint en 1988 le centre de formation du Montpellier HSC. Il intègre l'équipe première en 1991 et dispute son premier match en division 1 le 20 juillet 1991 face à l'AS Monaco lors de la première journée de championnat, une défaite quatre buts à un à domicile. Il s'impose comme titulaire sur le flanc gauche de la défense et il est appelé par Marc Bourrier en équipe de France espoirs, le 19 février 1992, pour un match contre le Portugal qui se termine sur une défaite à l'extérieur un but à zéro. Il est remplacé à la mi-temps du match par Jean-François Soucasse. Il est ensuite sélectionné pour disputer le Tournoi de Toulon où il termine troisième avec les « Bleuets ».
En début de saison suivante, il remporte avec les Montpelliérains la coupe d'été, en battant en finale, trois buts à un, le SCO Angers puis, dispute avec les espoirs les Jeux méditerranéens de 1993 où la France, grâce à une victoire deux buts à un, remporte la médaille de bronze face aux Italiens. Serge Blanc dispute, en avril 1994, avec les espoirs français le Championnat d'Europe espoirs. Les Français s'inclinent en demi-finale face aux Italiens aux tirs au but, cinq tirs au but à trois après un match nul sans buts puis, dans le match pour la troisième place face aux Espagnols sur le score de deux buts à un. La même année, le MHSC atteint la finale de la Coupe de France après s'être imposé, en demi-finale, face au RC Lens, au stade Félix-Bollaert, sur le score de deux buts à zéro. Les Montpelliérains sont battus trois buts à zéro par l'AJ Auxerre dans un match à sens unique. Serge Blanc est appelé la même année en équipe de France A' par Aimé Jacquet et joue le 25 mai 1994, face à une sélection francophone. Il est remplacé à la 58e minute de la rencontre, remportée quatre buts à un, par son coéquipier sous le maillot montpelliérain, Franck Rizzetto, il compte au total deux sélections avec cette équipe.
En 1994-1995, il est victime d'une rupture des ligaments croisés et ne joue que douze matchs d'une saison que le club finit à la dix-septième place. L'année suivante, le MHSC termine sixième du championnat mais échoue en demi-finale de la coupe de France face aux voisins nîmois alors en National. En 1996-1997, il connait avec ses coéquipiers, à ce même stade de compétition, la défaite en coupe de la Ligue. Dans un match disputé au Stade Chaban-Delmas face aux Girondins de Bordeaux, les Montpelliérains s'inclinent dans la séance des tirs au but, sept tirs à six alors que le score était de deux buts partout après les prolongations.
Serge Blanc rejoint en 1997 l'Olympique de Marseille. Les Olympiens terminent quatrième du championnat mais il n'est pas conservé dans l'effectif marseillais et, en août 1999, il est prêté à l'Olympique lyonnais. Souvent blessé, il ne dispute que cinq matchs de championnat. L'OL lève cependant l'option d’achat en fin de saison et il signe un contrat de quatre ans. Épargné par les blessures, il devient titulaire sur le flanc gauche de la défense et découvre la coupe d'Europe. Les Lyonnais sont éliminés de la ligue des champions dès le tour préliminaire par le NK Maribor, sur le score de trois buts à zéro sur les deux matchs, et se retrouvent reversés en coupe de l'UEFA. Lors du deuxième tour de cette compétition, les Lyonnais rencontrent le Celtic FC. À la douzième minute de la rencontre, Serge Blanc et Henrik Larsson luttent pour la possession du ballon et dans le choc, Larsson est victime d'une spectaculaire double fracture de la jambe gauche. Blanc offre ensuite la victoire aux Lyonnais à la soixante-troisième minute. À l'arrivée de Jacques Santini, comme entraîneur de l'OL l’année suivante, il perd sa place de titulaire au profit de Jérémie Bréchet et de Christophe Delmotte et ne dispute que six matchs de championnat. En conflit avec son entraîneur, il est alors prêté à son club formateur le MHSC.
De retour au Montpellier HSC, où il est transféré définitivement en 2002 avec un contrat portant sur quatre saisons, Serge Blanc connaît de nouveau de nombreuses blessures et ne dispute que cinquante rencontres en trois saisons. En décembre 2004, il résilie son contrat avec le club et met un terme à sa carrière professionnelle.

## Palmarès
Serge Blanc dispute 245 rencontres pour six buts marqués en Division 1. Avec le Montpellier HSC, il remporte la Coupe d'été en 1992 et, est finaliste de la Coupe de France en 1994. Sous les couleurs de l'Olympique lyonnais, il est vice-champion de France en 2001.
Il est sélectionné en équipe de France de militaire puis à vingt reprises en équipe de France espoirs. Avec cette équipe, il est médaillé de bronze des Jeux méditerranéens de 1993, termine troisième du Tournoi de Toulon en 1992 et quatrième du championnat d'Europe espoirs 1994.

## Statistiques
Le tableau ci-dessous résume les statistiques en match officiel de Serge Blanc durant sa carrière de joueur professionnel,.
| Saison                | Club                      | Championnat           | Championnat | Championnat | Coupe nationale | Coupe nationale | Coupe de la Ligue | Coupe de la Ligue | Compétition(s) continentale(s) | Compétition(s) continentale(s) | Compétition(s) continentale(s) | Sélection               | Sélection | Sélection | Total | Total |
| Saison                | Club                      | Division              | M.          | B.          | M.              | B.              | M.                | B.                | Comp.                          | M.                             | B.                             | Équipe                  | M.        | B.        | M.    | B.    |
| 1991-1992             | Montpellier HSC           | Division 1            | 26          | 0           | 2               | 1               | -                 | -                 | -                              | -                              | -                              | France espoirs          | 4         | 0         | 32    | 1     |
| 1992-1993             | Montpellier HSC           | Division 1            | 28          | 1           | 3               | 0               | -                 | -                 | -                              | -                              | -                              | France espoirs          | 9         | 0         | 40    | 1     |
| 1993-1994             | Montpellier HSC           | Division 1            | 30          | 2           | 5               | 0               | -                 | -                 | -                              | -                              | -                              | France espoirs France B | 7 1       | 0         | 43    | 2     |
| 1994-1995             | Montpellier HSC           | Division 1            | 12          | 0           | 3               | 0               | 3                 | 0                 | -                              | -                              | -                              | -                       | -         | -         | 18    | 0     |
| 1995-1996             | Montpellier HSC           | Division 1            | 22          | 0           | 5               | 0               | 1                 | 0                 | -                              | -                              | -                              | France B                | 1         | 0         | 29    | 0     |
| 1996-1997             | Montpellier HSC           | Division 1            | 18          | 0           | 4               | 0               | 4                 | 1                 | -                              | -                              | -                              | -                       | -         | -         | 26    | 1     |
| 1997-1998             | Olympique de Marseille    | Division 1            | 29          | 1           | 2               | 0               | 2                 | 0                 | -                              | -                              | -                              | -                       | -         | -         | 33    | 1     |
| 1998-1999             | Olympique lyonnais (prêt) | Division 1            | 5           | 0           | -               | -               | -                 | -                 | -                              | -                              | -                              | -                       | -         | -         | 5     | 0     |
| 1999-2000             | Olympique lyonnais        | Division 1            | 24          | 2           | 3               | 0               | 1                 | 0                 | C1+C3                          | 1+5                            | 0+2                            | -                       | -         | -         | 34    | 4     |
| 2000-2001             | Olympique lyonnais        | Division 1            | 6           | 0           | -               | -               | -                 | -                 | C1                             | 1                              | 0                              | -                       | -         | -         | 7     | 0     |
| 2001-2002             | Montpellier HSC (prêt)    | Division 1            | 15          | 0           | 1               | 0               | 1                 | 0                 | -                              | -                              | -                              | -                       | -         | -         | 17    | 0     |
| 2002-2003             | Montpellier HSC           | Ligue 1               | 16          | 0           | -               | -               | -                 | -                 | -                              | -                              | -                              | -                       | -         | -         | 16    | 0     |
| 2003-2004             | Montpellier HSC           | Ligue 1               | 14          | 0           | 2               | 0               | 1                 | 0                 | -                              | -                              | -                              | -                       | -         | -         | 17    | 0     |
| Total sur la carrière | Total sur la carrière     | Total sur la carrière | 245         | 6           | 30              | 1               | 13                | 1                 | -                              | 7                              | 2                              | -                       | 22        | 0         | 317   | 10    |